# Mesanthophora
Mesanthophora är ett släkte av korgblommiga växter. Mesanthophora ingår i familjen korgblommiga växter.
Kladogram enligt Catalogue of Life:
| Mesanthophora | \| \| Mesanthophora brunneri \| \| \| \| \| \| Mesanthophora rojasii \| \| \| \| |
|               | \| \| Mesanthophora brunneri \| \| \| \| \| \| Mesanthophora rojasii \| \| \| \| |
|               | Mesanthophora brunneri                                                           |
|               |                                                                                  |
|               | Mesanthophora rojasii                                                            |
|               |                                                                                  |